# Anna Mikhalkova
Pour les articles homonymes, voir Mikhalkova.
Anna Nikititchna Mikhalkova (en russe : А́нна Ники́тична Михалко́ва, née le 14 mai 1974 à Moscou) est une actrice soviétique puis russe. Elle est connue pour avoir joué dans Les Nôtres et Soleil trompeur 2. À la télévision, elle anime le programme pour les enfants Spokoynoy nochi, malyshi! (en) depuis 2002.

## Biographie
Le public découvre Anna Mikhalkova dans le documentaire de son père Nikita Mikhalkov Anna 6-18, réalisé entre 1980 et 1993, qui la met en scène dans l'ambiance familiale au fil des années, dont l'actrice a par la suite déploré le caractère voyeuriste. Sortie de l'Institut national de la cinématographie, elle débute au cinéma en 1995, sous la direction de Roman Balaïan. En 2006, on lui décerne un Aigle d'or du meilleur rôle féminin au cinéma pour Une liaison réalisé par Avdotia Smirnova. Le Nika du second rôle féminin lui est remis en 2009, pour le rôle dans Vis et souviens-toi d'Alexandre Prochkine. En 2012, un nouvel Aigle d'or du meilleur rôle féminin au cinéma lui est décerné pour L'Amour avec accent de Rezo Gigineishvili (ru).
Anna Mikhalkova est la productrice du prix cinématographique Bely kvadrat [Carré blanc] fondé en 2004 par le Ministère de la culture et l'Union cinématographique de la fédération de Russie.

## Famille
Anna Mikhalkova est la fille aînée du réalisateur Nikita Mikhalkov et de son épouse Tatyana Chigaeva - une créatrice de mode. Elle a un demi-frère, Stepan, un frère Artiom et une sœur Nadezhda Mikhalkova. Elle a épousé Albert Bakov, dont elle a eu trois enfants.

## Filmographie sélective
- 1993 : Anna 6-18 de Nikita Mikhalkov : elle-même
- 1995 : Premier amour (Первая любовь, Pervaya lubov) de Roman Balaïan : Zinaïda
- 1998 : Le Barbier de Sibérie de Nikita Mikhalkov : Douniacha
- 2004 : Les Nôtres : Katherina
- 2006 : Une liaison (ru) (Связь) d'Avdotia Smirnova : Nina
- 2006 : Jouer les victimes (Изображая жертву, Izobrazhaya zhertvu) de Kirill Serebrennikov : Liouda
- 2008 : Battlestar Rebellion de Fiodor Bondartchouk : Ordi Tader
- 2009 : Vis et souviens-toi (Живи и помни, Zhivi i pomni) d'Alexandre Prochkine : Nadejda
- 2010 : Le Secours fou (Сумасшедшая помощь, Sumasshedshaya pomoshch) de Boris Khlebnikov
- 2010 : Soleil trompeur 2 de Nikita Mikhalkov : Nura, femme en travail
- 2011 : Raspoutine de Josée Dayan : Anna Vyroubova
- 2012 : Kokoko (Кококо), de Avdotia Smirnova : Lisa
- 2012 : L'Amour avec accent (ru) de Rezo Gigineishvili (ru) : Helga
- 2016 : Le Brise-glace (Ледокол, Ledokol) de Nikolay Khomeriki : Galina
- 2017 : De l'amour 2 : Seulement pour adultes (Про любовь 2. Только для врозлых) d'Anna Melikian : Vera
- 2018 : Selfie
- 2018 : Une femme ordinaire (Обычная женщина) de Boris Khlebnikov : Marina Lavrova
- 2019 : Tempête (ru) (Шторм) de Boris Khlebnikov
- 2021 : À résidence (Дело) d'Alexeï Alexeïevitch Guerman

## Récompenses
- Prix du Meilleur rôle féminin au Festival du cinéma russe à Honfleur de 2012 pour son interprétation de Lisa dans le film Kokoko, de Avdotia Smirnova
- 17e cérémonie des Aigles d'or : Aigle d'or de la meilleure actrice à la télévision pour Femme ordinaire[3].
- 18e cérémonie des Aigles d'or : Aigle d'or de la meilleure actrice à la télévision pour Tempête

## Source de la traduction
- (en) Cet article est partiellement ou en totalité issu de l’article de Wikipédia en anglais intitulé « Anna Mikhalkova » (voir la liste des auteurs).